# Santa Elena, Honduras
Santa Elena är en ort i Honduras.   Den ligger i departementet Departamento de Cortés, i den västra delen av landet, 180 km nordväst om huvudstaden Tegucigalpa. Santa Elena ligger 89 meter över havet och antalet invånare är 1 361.
Terrängen runt Santa Elena är huvudsakligen kuperad, men åt sydväst är den platt. Santa Elena ligger nere i en dal. Runt Santa Elena är det ganska tätbefolkat, med 108 invånare per kvadratkilometer. Närmaste större samhälle är San Pedro Sula, 17,7 km nordost om Santa Elena. 